# Paolo Molinari
Paolo Molinari SJ (* 17. Januar 1924 in Turin; † 2. Mai 2014 in Rom) war ein italienischer Jesuit und Theologe.

## Leben
Der aus der Turiner Industriellenfamilie Molinari stammende Paolo Molinari trat 1942 während des Zweiten Weltkrieges der Ordensgemeinschaft der Jesuiten bei. Er studierte am Heythrop-College in London und empfing 1952 seine Priesterweihe. Zunächst lehrte er spirituelle Theologie und war Ordinarius an der Päpstlichen Universität Gregoriana. Während des Zweiten Vatikanischen Konzils von 1962 bis 1965 war er als Konzilstheologe engagiert und einer der Hauptautoren von „Lumen gentium“, der Dogmatischen Konstitution des Zweiten Vatikanischen Konzils (insbesondere Kapitel 7) über die Kirche und weiterer Konzilsdokumente.
1957 wurde Paolo Molinari Postulator, später zum Generalpostulator des Jesuitenordens ernannt und war für alle Heilig- und Seligsprechungsprozesse von verstorbenen Jesuiten zuständig. Bis zu seiner Pensionierung 2008 hat er über 150 Vorgänge für die Kongregation für die Selig- und Heiligsprechungsprozesse bearbeitet, darunter Pater Rupert Mayer SJ, die Fátima-Kinder, des Juan Diego von Guadalupe, der ersten heiligen Indianerin Kateri Tekakwitha. Er war wesentlich eingebunden in die Prozesse zu einer Seligsprechung der Päpste Pius XII. und Paul VI.

## Schriften
- Die Heiligen und ihre Verehrung, Herder 1964
- Weggeleit, Augsburg 1988, zusammen mit Maria Theresia Ledóchowska